# لنگلی‌ویل، ایلینوی
لنگلی‌ویل، ایلینوی (انگلیسی: Langleyville, Illinois) یک مکان تعیین شده برای سرشماری در شهر مسیحی، ایلینوی، ایالات متحده است. این مکان در موقعیت جغرافیایی ۳۹ ° 33'44 "N ۸۹ ° 21'19" W قرار دارد. از سرشماری سال ۲۰۱۰ جمعیت آن ۴۳۲ نفر بود. لنگلی‌ویل منطقه ای است به وسعت ۰٫۳۹۳ مایل مربع (۱٫۰۲ کیلومتر مربع)، که تمام این مساحت را شامل می‌شود.